# Sachar Jurjewitsch Paschutin
Sachar Jurjewitsch Paschutin (russisch Захар Юрьевич Пашутин; * 3. Mai 1974 in Sotschi, RSFSR) ist ein ehemaliger russischer Basketballspieler. Mit PBK ZSKA aus Moskau gewann Paschutin zweimal den höchstrangigsten europäischen Vereinswettbewerb EuroLeague und fünf russische Meisterschaften sowie mit UNICS aus Kasan den zweitwichtigsten europäischen Vereinswettbewerb Eurocup 2010/11. Mit der russischen Nationalmannschaft wurde er 1998 Vizeweltmeister und 2007 Europameister.

## Vereinskarriere
Ab der Spielzeit 1990/91 hatte Sachar Paschutin als 16-Jähriger bereits erste Einsätze in der ersten Mannschaft von Spartak aus Sankt Petersburg, in der bereits sein fünf Jahre älterer Bruder Jewgeni spielte. Während sein Bruder von 1991 bei verschiedenen anderen Vereinen in Russland spielte, blieb Sachar zunächst bei Spartak und gewann nach der Vizemeisterschaft 1991 im Jahr 1992 die Meisterschaft der Gemeinschaft Unabhängiger Staaten. In der bereits seit dem Vorjahr ausgespielten russischen Meisterschaft erreichte man 1993 die Vizemeisterschaft hinter Titelverteidiger ZSKA Moskau. 1993 fand das Brüderpaar bei Awtodor in Saratow wieder zusammen und gewann 1994 erneut die Vizemeisterschaft hinter Serienmeister ZSKA. Jewgeni spielte dann in der Spielzeit 1994/95 für MBK Dynamo Moskau, mit denen er erneut Vizemeister wurde. Ab 1995 spielte man wieder zusammen bei Awtodor Saratow und gewann nach einem dritten Platz 1996 dreimal hintereinander die Vizemeisterschaft hinter Serienmeister ZSKA. In den europäischen Vereinswettbewerben schied man zumeist vorzeitig aus. 1998 erreichte man das Halbfinale im damaligen EuroCup, in dem man dem späteren Titelträger Žalgiris Kaunas unterlag. In der folgenden Spielzeit 1998/99 durfte man in der damaligen FIBA Europaliga starten, schied aber in der ersten Gruppenphase nach drei Siegen in sechzehn Spielen aus. 1999 trennten sich die Wege der beiden Brüder, als sie beide ins Ausland wechselten.
In der Spielzeit 1999/2000 spielte Sachar Paschutin im türkischen Izmir für Pınar Karşıyaka. Nach einem vierten Platz in der Hauptrunde schied man in der Play-off-Viertelfinalserie um die Meisterschaft aus. In der Spielzeit darauf gewann er mit dem französischen Rekordmeister ASVEL aus Villeurbanne den französischen Pokal sowie die französische Vizemeisterschaft. Die FIBA Europaliga teilte sich in der Spielzeit 2000/01 in die von der FIBA Europa organisierte Suproleague sowie die von der ULEB organisierte EuroLeague. Mit ASVEL schied Sachar Paschutin im Viertelfinale der Suproleague gegen ZSKA Moskau aus. Anschließend kehrte er nach Russland zurück und schloss sich ZSKA an, die erstmals die russische Meisterschaft 2001 nicht gewonnen hatten, sondern im Halbfinale am späteren Meister Ural Great aus Perm gescheitert waren. In der Spielzeit 2001/02 kam es noch enttäuschender, als man in der ersten Play-off-Runde ausgerechnet gegen Paschutins ehemaligen Verein Awtodor ausschied. In der Spielzeit 2002/03 kam auch Jewgeni zu ZSKA und die beiden Brüder spielten erneut zusammen und gewann beide ihre erste russische Meisterschaft, nachdem man Titelverteidiger Ural Great in der Finalserie bezwingen konnte. Während Jewgeni seine Spielerkarriere beendete, wurde Sachar für eine Spielzeit zum Finalverlierer Ural Great ausgeliehen. Mit Ural Great schied man im Halbfinale der russischen Meisterschaft 2004 aus, gewann aber das Pokalfinale gegen ZSKA.
2004 kehrte Sachar Paschutin zu ZSKA zurück, bei denen sein Bruder Jewgeni mittlerweile als Trainerassistent arbeitete. Während ZSKA in der Folge weiter die russischen Meisterschaften gewinnen konnte, erreichte man in der inzwischen wieder vereinigten Europaliga, die jetzt komplett von der ULEB organisiert wurde, nach 2003 im Jahr 2005 erneut einen vierten Platz im Final-Four-Turnier. In der EuroLeague 2005/06 gewann man erstmals den Titel nach einem Finalsieg gegen Maccabi Tel Aviv und erreichte das Triple, nachdem auch den russischen Pokalwettbewerb wie 2005 gewinnen konnte. In der EuroLeague 2006/07 verlor man das Finalspiel gegen Panathinaikos Athen, während man auf nationaler Ebene erneut das Double gewann. In der EuroLeague 2007/08 gewann man erneut den Titel im Finale gegen Maccabi Tel Aviv, während man das russische Pokalfinale gegen BK Chimki verlor. Anschließend verließen beide Brüder ZSKA Moskau und gingen zurück zu Spartak Sankt Petersburg, wo sie ihre Karrieren begonnen hatten. Jewgeni Paschutin wurde Cheftrainer bei Spartak und Sachar sein Spieler.
In der russischen Meisterschaft 2008/09 schied Sachar Paschutin mit Spartak im Halbfinale gegen Vizemeister BK Chimki aus. Gleiches wiederholte sich in der ersten Play-off-Runde 2009/10, als man dem gleichen Gegner knapp in fünf Spielen unterlegen war. Jewgeni Paschutin, der in der Spielzeit 2009/10 Cheftrainer von ZSKA Moskau gewesen war, wurde in der Spielzeit 2010/11 Trainer des Drittplatzierten UNICS Kasan. Auch Sachar wechselte zu UNICS und gemeinsam gewann man den Eurocup 2010/11. Die russische Meisterschaft wurde erstmals in der neu gegründeten Professionalnaja Basketbolnaja Liga ausgespielt. Nach der Hauptrunde Erster, verlor man die Play-off-Halbfinalserie knapp gegen Vizemeister BK Chimki. Durch den Sieg im Eurocup spielte man in der EuroLeague 2011/12, in der man auf Anhieb die Viertelfinal-Play-offs erreichte, in denen man gegen den spanischen Meister Regal FC Barcelona glatt in drei Spielen ausschied. Während man in der osteuropäischen VTB United League 2011/12 erfolgreich nach dem ersten Platz in der Gruppe A bis in das Finale kam, das gegen den anderen Gruppensieger ZSKA Moskau verloren wurde, erreichte man in der nationalen russischen Meisterschaft nur den fünften Platz. Jewgeni verließ anschließend den Verein als Trainer und Sachar beendete endgültig seine Spielerkarriere.

## Nationalmannschaft
Bei der Basketball-Europameisterschaft 1997 wurde Sachar Paschutin erstmals in einem Endrundenkader der russischen Nationalmannschaft eingesetzt. Nachdem man im Halbfinale Italien unterlegen war, gewann man die Bronzemedaille im Spiel um den dritten Platz gegen Griechenland, gegen die man in der Vorrunde noch verloren hatte. Sachar war gemeinsam mit seinem Bruder Jewgeni nur Ergänzungsspieler im von Wassili Karassjow und Sergei Babkow auf den Backcourt-Positionen angeführten Team. Bei der folgenden Basketball-Weltmeisterschaft 1998 war Jewgeni nicht im Aufgebot vertreten, während die russische Mannschaft, angeführt vom später ins All-Tournament-Team gewählten Karassjow, bis ins Finale kam. Bis zum Finale war man nur BR Jugoslawien (Serbien und Montenegro) in der Vorrunde nach Verlängerung unterlegen. Nach einem knappen Sieg im Halbfinale gegen die ohne NBA-Profis angetretene Basketballnationalmannschaft der Vereinigten Staaten traf man im Finale erneut auf Jugoslawien, denen man nach einer Halbzeitführung knapp mit zwei Punkten unterlag.
Bei der EM 1999 waren die Brüder Paschutin wieder gemeinsam im Endrundenkader vertreten. Nachdem Babkow nach der Vorrunde nicht mehr eingesetzt worden war, war Sachar ab der Zwischenrunde Stammspieler. Im Viertelfinale unterlag man Italien deutlich und erreichte nach einem Sieg in der Platzierungsrunde über Deutschland am Ende den sechsten Platz, was auch der letzte Qualifikationsplatz für die Olympischen Spiele 2000 war. Unter dem neuen Nationaltrainer Stanislaw Jerjomin waren die Brüder Paschutin auch in den folgenden Endrundenkadern immer vertreten. Durch den schlechteren direkten Vergleich erreichte man in der Vorrundengruppe B bei den Olympischen Spielen nur den vierten Platz und schied nach einer Viertelfinalniederlage gegen die mit NBA-Profis angetretenen US-Amerikaner, die als Titelverteidiger erneut die Goldmedaille gewannen, aus der Medaillenvergabe aus. Am Ende belegte man den achten Platz nach einer Niederlage in zweimaliger Verlängerung gegen Kanada. Sachar war in diesem Spiel noch voll motiviert und erzielte in 43 Minuten die jeweiligen mannschaftsinternen Bestleistungen von 23 Punkten, 8 Rebounds und 5 Assists, die gleichzeitig seine besten Turnierleistungen waren.
Bei der EM 2001 verlor man nach zwei überzeugenden Auftaktsiegen nur das letzte, eher bedeutungslose Vorrundenspiel gegen Italien sowie das Viertelfinale gegen den späteren Bronzemedaillengewinner Spanien. Nach zwei weiteren Siegen in der Platzierungsrunde erreichte man den fünften Platz und die Qualifikation für die WM 2002. Sachar Paschutin bildete auf der Shooting-Guard-Position ein Duo mit Sergei Schikalkin, der mit 17 Punkten pro Spiel zweitwichtigster Scorer hinter Andrei Kirilenko bei der EM war. Sachar Paschutin hingegen war bei der WM 2002 mit 16 Punkten pro Spiel wichtigster Scorer der russischen Nationalmannschaft. Jedoch fiel Kirilenko verletzungsbedingt nach der WM-Vorrunde aus und Russland hatte schon die beiden Auftaktspiele gegen die Überraschungsmannschaft des Turniers und späteren Halbfinalisten Neuseeland sowie gegen den späteren Weltmeister Argentinien verloren. In der Zwischenrunde folgten zwei weitere Niederlagen gegen Gastgeber Vereinigte Staaten und den späteren Bronzemedaillengewinner Deutschland und das frühzeitige Ausscheiden aus dem Turnier. Trainer Jerjomin durfte seinen Abschied nehmen und Bruder Jewgeni beendete seine Spielerkarriere nach der folgenden Spielzeit.
Bei der EM 2003 verlor man erneut das Viertelfinale, diesmal gegen die zuvor unbesiegten Franzosen, und dann auch die restlichen Spiele in der Platzierungsrunde, so dass die Qualifikation für die Olympischen Spiele 2004 verpasst wurde. Bei der folgenden EM 2005 lief es kaum besser. Nach zwei überzeugenden Auftaktsiegen und der nahezu sicheren Qualifikation für die Finalrunde leistete man sich im abschließenden Vorrundenspiel eine Ein-Punkt-Niederlage gegen den späteren Silbermedaillengewinner Deutschland und verlor anschließend erneut das Viertelfinale gegen den späteren Europameister Griechenland. Insbesondere auf der Shooting Guard-Position hatte Russland in diesem Spiel Probleme, die jüngeren und weniger erfahrenen Sergei Monja und Witali Fridson trafen jeweils nur einen Wurf aus dem Feld, während Paschutin in elf Minuten gegen die Griechen keinen einzigen Wurfversuch genommen hatte. Da bedeuteten die 27 Punkte in 34 Minuten in der Platzierungsrunde gegen Litauen, mit denen Paschutin bei seiner persönlichen Turnierbestleistung mannschaftsinterner Topscorer war, auch keinen Trost mehr für den erfahrenen Shooting Guard. Zwei Niederlagen in der Platzierungsrunde waren gleichbedeutend mit dem achten Platz und der verpassten Qualifikation für die WM 2006.
Bei der EM 2007 war inzwischen David Blatt Nationaltrainer geworden und nominierte den mittlerweile 33-jährigen Paschutin erneut für den Endrundenkader. Das russische Team überzeugte und verlor auf dem Weg ins Finale nur ein Zwischenrundenspiel relativ klar mit 12 Punkten gegen Gastgeber Spanien. Im Finale traf man erneut auf den Titelfavoriten und gewann in der Schlussminute mit einem Punkt. Damit sicherte man sich die Goldmedaille und den ersten Titelgewinn der russischen Nationalmannschaft nach den dreizehn Erfolgen der Basketballnationalmannschaft der UdSSR. Bei den folgenden Olympischen Spielen 2008 enttäuschte der amtierende Europameister jedoch, als man nach nur einem Vorrundensieg vorzeitig ausschied. Die Olympischen Spiele 2008 waren das letzte Nationalmannschaftsturnier für den zu dieser Zeit 34-jährigen Paschutin.